# Krevní obraz

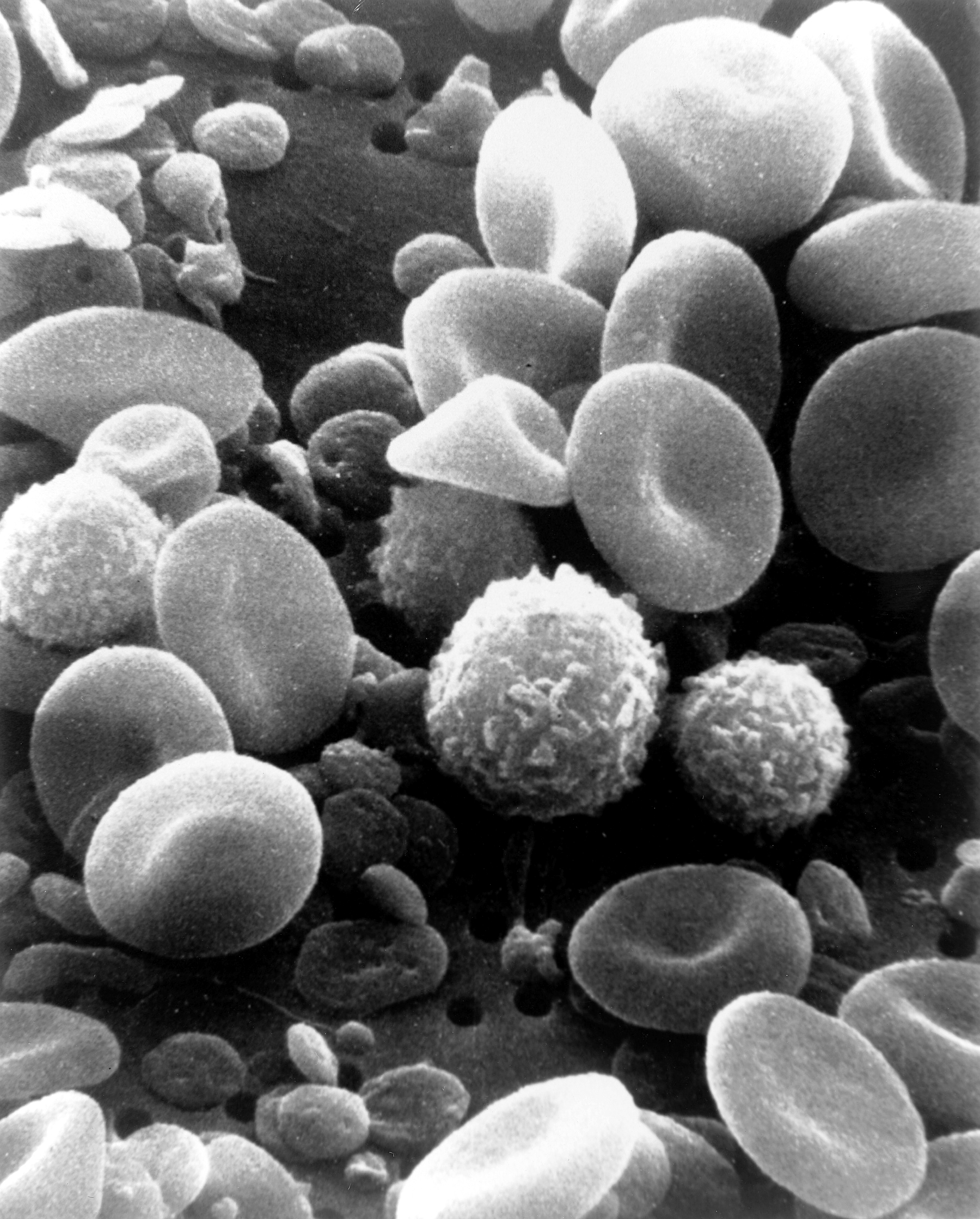
Krev na 3D mikrofotografii

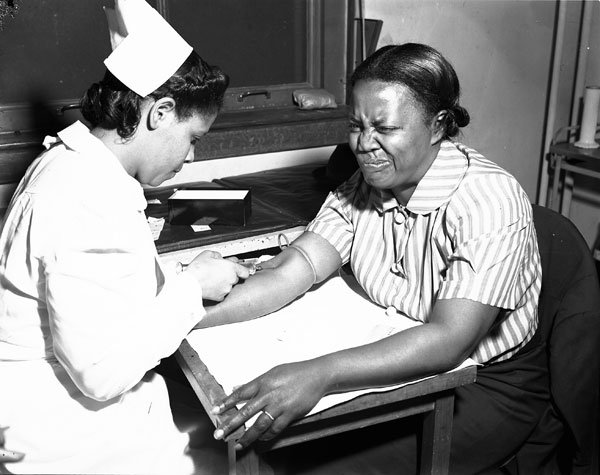

Krevní obraz je celkové vyšetření krve, které zjišťuje poměry jejích jednotlivých složek vyjma plazmy (ta se vyšetřuje v rámci hematokritu a při serologii). Tímto vyšetřením získáme parametry potřebné ke srovnání s normálním zdravotním stavem (přibližuje nám ho požadované rozmezí). Krevní obraz se bere do malé fialové zkumavky s protisrážlivým přípravkem.

## Bílé krvinky
Referenční rozmezí bílých krvinek je 3,6–9,6×109/l při nižších hodnotách dochází k leukocytopenii, při překročení limitu k leukémii. Dále můžeme určit jednotlivé druhy leukocytů a jejich zastoupení ve vzorku krve při diferenciálním rozpočtu leukocytů.

## Červené krvinky
Referenční rozmezí červených krvinek se liší u jednotlivých pohlaví – muži mají 4,20–5,70×1012 /l ; ženy: 3,80-4,70×1012/l. Snížené množství červených krvinek značí anémii (chudokrevnost) nebo krevní ztrátu, zvýšené hodnoty polycytémii (u horolezců a sportovců obvykle normální, v běžném životě zdraví škodlivé). Při vyšetření erytrocytů můžeme dále zjistit hematokrit, hemoglobin, objem červené krvinky (její velikost), střední koncentraci hemoglobinu v červené krvince (MCHC), průměrné množství hemoglobinu v erytrocytu (MCH) a další.

## Krevní destičky
Referenční rozmezí činí 150–450×109 /l. Navíc můžeme zjistit objem trombocytu (jeho velikost). Při snížené koncentraci trombocytů dochází k trombocytopenii (hrozí snížená srážlivost krve, hrozí krvácení do vnitřních orgánů) naopak při zvýšeném množství trombocytóza (zvýšená srážlivost krve, hrozí ucpání cév sraženinou – trombem).